# Sinor
Sinor är en ort i Indien.   Den ligger i distriktet Vadodara och delstaten Gujarat, i den centrala delen av landet, 800 km sydväst om huvudstaden New Delhi. Sinor ligger 37 meter över havet och antalet invånare är 11 267.
Terrängen runt Sinor är platt, och sluttar västerut. Runt Sinor är det ganska tätbefolkat, med 214 invånare per kvadratkilometer. Närmaste större samhälle är Rājpīpla, 17,2 km öster om Sinor. Omgivningarna runt Sinor är en mosaik av jordbruksmark och naturlig växtlighet.